# I. e. 650-es évek
Évszázadok: i. e. 8. század – i. e. 7. század – i. e. 6. század
Évtizedek: i. e. 700-as évek – i. e. 690-es évek – i. e. 680-as évek – i. e. 670-es évek – i. e. 660-as évek – i. e. 650-es évek – i. e. 640-es évek – i. e. 630-as évek – i. e. 620-as évek – i. e. 610-es évek – i. e. 600-as évek
Évek: i. e. 659 – i. e. 658 – i. e. 657 – i. e. 656 – i. e. 655 – i. e. 654 – i. e. 653 – i. e. 652 – i. e. 651 – i. e. 650

## Események
- Második messzénai háború, Spárta meghódítja a Peloponnészoszi-félszigetet, és a legerősebb görög állammá válik.
- Szkíta betörések meggyengítik Asszíriát.

## Híres személyek
- Gügész lüd király uralkodásának vége[1]
- Khsathrita méd király elesik a szkíták ellen (i. e. 653)[1]
- Assur-bán-apli asszír király
- Samas-sum-ukín babiloni király
- I. Pszammetik egyiptomi fáraó